# موریس گرتی
موریس گرتی (انگلیسی: Maurice Geraghty؛ ۲۹ سپتامبر ۱۹۰۸ – ۳۰ ژوئن ۱۹۸۷) فیلم‌نامه‌نویس، کارگردان فیلم، تهیه‌کننده اهل ایالات متحده آمریکا بود.
از فیلم‌ها یا مجموعه‌های تلویزیونی که وی در آن‌ها نقش داشته‌استT می‌توان به سوارکار مرموز اشاره نمود.